# Exerodonta catracha
Az Exerodonta catracha a kétéltűek (Amphibia) osztályának békák (Anura) rendjébe és a levelibéka-félék (Hylidae) családjába tartozó faj.

## Előfordulása
A faj Mexikó endemikus faja. Természetes élőhelye szubtrópusi vagy trópusi nedves hegyvidéki erdők, folyók, édesvizű mocsarak. A fajt élőhelyének elvesztése fenyegeti.